# 700
700是699与701之间的自然数。
700也是
- 公元的一年，见700年與前700年。
- 一個在电视节目播出的基督教節目，參見700俱乐部。
- 中華民國臺灣的郵局的銀行代碼。

## 在數學中
- 合數，正因數有1、2、4、5、7、10、14、20、25、28、35、50、70、100、140、175、350和700。
質因數分解為{\displaystyle 2^{2}\times 5^{2}\times 7}。
- 過剩數，真因數和為1036，盈度為336。
  - 半完全數，和為本身的其中一組因數為2、 4、 5、 7、 10、 14、 25、 28、 35、 50、 70、 100、 350。
- 十进制的哈沙德數。
- 十进制的奢侈數。
- 700是4個连续素数（167 + 173 + 179 + 181）之和，也是一个哈沙德数。

## 701至799的數字
701
- 第126個質數。
  - 陳素數
- 愛森斯坦素數（英语：Eisenstein prime）
- 是三個連續的質數（229、233、239）和

702
- 合数，正因數有1、2、3、6、9、13、18、26、27、39、54、78、117、234、351和702。
質因數分解，{\displaystyle 2\times 3^{3}\times 13}。
- 过剩数，真因數和為978，盈度為276
  - 半完全数，和為本身的其中一組因數為1、 2、 6、 9、 13、 18、 26、 27、 54、 78、 117、 351。
- 普洛尼克数，為26與27的乘積。
- 十进制的奢侈數。

703
- 合数，正因數有1、19、37和703。
質因數分解，{\displaystyle 19\times 37}。
- 亏数，真因數和為57，虧度為646
- 不尋常數，大於平方根的質因數為37。
- 半素数。
- 无平方数因数的数。
- 十进制的奢侈數。

704
- 合数，正因數有1、2、4、8、11、16、22、32、44、64、88、176、352和704。
質因數分解，{\displaystyle 2^{6}\times 11}。
- 过剩数，真因數和為820，盈度為116
  - 半完全数，和為本身的其中一組因數為1、 2、 4、 11、 16、 22、 32、 88、 176、 352。
- 十进制的奢侈數。

705
- 合数，正因數有1、3、5、15、47、141、235和705。
質因數分解，{\displaystyle 3\times 5\times 47}。
- 亏数，真因數和為447，虧度為258
- 不尋常數，大於平方根的質因數為47。
- 无平方数因数的数。
  - 楔形数。
- 十进制的奢侈數。

706
- 合数，正因數有1、2、353和706。
質因數分解，{\displaystyle 2\times 353}。
- 亏数，真因數和為356，虧度為350
- 不尋常數，大於平方根的質因數為353。
- 半素数。
- 无平方数因数的数。
- 十进制的奢侈數。

707
- 合数，正因數有1、7、101和707。
質因數分解，{\displaystyle 7\times 101}。
- 亏数，真因數和為109，虧度為598
- 不尋常數，大於平方根的質因數為101。
- 半素数。
- 无平方数因数的数。
- 十进制的奢侈數。

708
- 合数，正因數有1、2、3、4、6、12、59、118、177、236、354和708。
質因數分解，{\displaystyle 2^{2}\times 3\times 59}。
- 过剩数，真因數和為972，盈度為264
  - 半完全数，和為本身的其中一組因數為59、 118、 177、 354。
- 不尋常數，大於平方根的質因數為59。
- 十进制的奢侈數。

709
- 第127個質數。

710
- 合数，正因數有1、2、5、10、71、142、355和710。
質因數分解，{\displaystyle 2\times 5\times 71}。
- 亏数，真因數和為586，虧度為124
- 不尋常數，大於平方根的質因數為71。
- 无平方数因数的数。
  - 楔形数。
- 十进制的奢侈數。

711
- 合数，正因數有1、3、9、79、237和711。
質因數分解，{\displaystyle 3^{2}\times 79}。
- 亏数，真因數和為329，虧度為382
- 不尋常數，大於平方根的質因數為79。
- 十进制的奢侈數。

712
- 合数，正因數有1、2、4、8、89、178、356和712。
質因數分解，{\displaystyle 2^{3}\times 89}。
- 亏数，真因數和為638，虧度為74
- 不尋常數，大於平方根的質因數為89。
- 十进制的奢侈數。

713
- 合数，正因數有1、23、31和713。
質因數分解，{\displaystyle 23\times 31}。
- 亏数，真因數和為55，虧度為658
- 不尋常數，大於平方根的質因數為31。
- 半素数。
- 无平方数因数的数。
- 十进制的奢侈數。

714
- 合数，正因數有1、2、3、6、7、14、17、21、34、42、51、102、119、238、357和714。
質因數分解，{\displaystyle 2\times 3\times 7\times 17}。
- 过剩数，真因數和為1014，盈度為300
  - 半完全数，和為本身的其中一組因數為1、 2、 6、 7、 14、 21、 34、 51、 102、 119、 357。
- 无平方数因数的数。
- 十进制的奢侈數。

715
- 合数，正因數有1、5、11、13、55、65、143和715。
質因數分解，{\displaystyle 5\times 11\times 13}。
- 亏数，真因數和為293，虧度為422
- 无平方数因数的数。
  - 楔形数。
- 十进制的奢侈數。

716
- 合数，正因數有1、2、4、179、358和716。
質因數分解，{\displaystyle 2^{2}\times 179}。
- 亏数，真因數和為544，虧度為172
- 不尋常數，大於平方根的質因數為179。
- 十进制的奢侈數。

717
- 合数，正因數有1、3、239和717。
質因數分解，{\displaystyle 3\times 239}。
- 亏数，真因數和為243，虧度為474
- 不尋常數，大於平方根的質因數為239。
- 半素数。
- 无平方数因数的数。
- 十进制的奢侈數。

718
- 合数，正因數有1、2、359和718。
質因數分解，{\displaystyle 2\times 359}。
- 亏数，真因數和為362，虧度為356
- 不尋常數，大於平方根的質因數為359。
- 半素数。
- 无平方数因数的数。
- 十进制的奢侈數。

719
- 第128個質數。

720
- 合数，正因數有1、2、3、4、5、6、8、9、10、12、15、16、18、20、24、30、36、40、45、48、60、72、80、90、120、144、180、240、360和720。
質因數分解，{\displaystyle 2^{4}\times 3^{2}\times 5}。
- 过剩数，真因數和為1698，盈度為978
- 十进制的奢侈數。

721
- 合数，正因數有1、7、103和721。
質因數分解，{\displaystyle 7\times 103}。
- 亏数，真因數和為111，虧度為610
- 不尋常數，大於平方根的質因數為103。
- 半素数。
- 无平方数因数的数。
- 十进制的奢侈數。

722
- 合数，正因數有1、2、19、38、361和722。
質因數分解，{\displaystyle 2\times 19^{2}}。
- 亏数，真因數和為421，虧度為301
- 十进制的奢侈數。

723
- 合数，正因數有1、3、241和723。
質因數分解，{\displaystyle 3\times 241}。
- 亏数，真因數和為245，虧度為478
- 不尋常數，大於平方根的質因數為241。
- 半素数。
- 无平方数因数的数。
- 十进制的奢侈數。

724
- 合数，正因數有1、2、4、181、362和724。
質因數分解，{\displaystyle 2^{2}\times 181}。
- 亏数，真因數和為550，虧度為174
- 不尋常數，大於平方根的質因數為181。
- 十进制的奢侈數。

725
- 合数，正因數有1、5、25、29、145和725。
質因數分解，{\displaystyle 5^{2}\times 29}。
- 亏数，真因數和為205，虧度為520
- 不尋常數，大於平方根的質因數為29。
- 十进制的奢侈數。

726
- 合数，正因數有1、2、3、6、11、22、33、66、121、242、363和726。
質因數分解，{\displaystyle 2\times 3\times 11^{2}}。
- 过剩数，真因數和為870，盈度為144
  - 半完全数，和為本身的其中一組因數為2、 3、 6、 11、 33、 66、 242、 363。
- 十进制的奢侈數。

727
- 第129個質數。

728
- 合数，正因數有1、2、4、7、8、13、14、26、28、52、56、91、104、182、364和728。
質因數分解，{\displaystyle 2^{3}\times 7\times 13}。
- 过剩数，真因數和為952，盈度為224
  - 半完全数，和為本身的其中一組因數為1、 2、 4、 7、 8、 13、 26、 52、 56、 91、 104、 364。
- 十进制的奢侈數。

729
- 合数，正因數有1、3、9、27、81、243和729。
質因數分解，{\displaystyle 3^{6}}。
- 亏数，真因數和為364，虧度為365
- 平方数，為27的平方。
- 十进制的節儉數。

730
- 合数，正因數有1、2、5、10、73、146、365和730。
質因數分解，{\displaystyle 2\times 5\times 73}。
- 亏数，真因數和為602，虧度為128
- 不尋常數，大於平方根的質因數為73。
- 无平方数因数的数。
  - 楔形数。
- 十进制的奢侈數。

731
- 合数，正因數有1、17、43和731。
質因數分解，{\displaystyle 17\times 43}。
- 亏数，真因數和為61，虧度為670
- 不尋常數，大於平方根的質因數為43。
- 半素数。
- 无平方数因数的数。
- 十进制的奢侈數。

732
- 合数，正因數有1、2、3、4、6、12、61、122、183、244、366和732。
質因數分解，{\displaystyle 2^{2}\times 3\times 61}。
- 过剩数，真因數和為1004，盈度為272
  - 半完全数，和為本身的其中一組因數為61、 122、 183、 366。
- 不尋常數，大於平方根的質因數為61。
- 十进制的奢侈數。

733
- 第130個質數。

734
- 合数，正因數有1、2、367和734。
質因數分解，{\displaystyle 2\times 367}。
- 亏数，真因數和為370，虧度為364
- 不尋常數，大於平方根的質因數為367。
- 半素数。
- 无平方数因数的数。
- 十进制的奢侈數。

735
- 合数，正因數有1、3、5、7、15、21、35、49、105、147、245和735。
質因數分解，{\displaystyle 3\times 5\times 7^{2}}。
- 亏数，真因數和為633，虧度為102
- 十进制的奢侈數。

736
- 合数，正因數有1、2、4、8、16、23、32、46、92、184、368和736。
質因數分解，{\displaystyle 2^{5}\times 23}。
- 过剩数，真因數和為776，盈度為40
  - 半完全数，和為本身的其中一組因數為1、 2、 4、 16、 23、 46、 92、 184、 368。
- 十进制的奢侈數。

737
- 合数，正因數有1、11、67和737。
質因數分解，{\displaystyle 11\times 67}。
- 亏数，真因數和為79，虧度為658
- 不尋常數，大於平方根的質因數為67。
- 半素数。
- 无平方数因数的数。
- 十进制的奢侈數。

738
- 合数，正因數有1、2、3、6、9、18、41、82、123、246、369和738。
質因數分解，{\displaystyle 2\times 3^{2}\times 41}。
- 过剩数，真因數和為900，盈度為162
  - 半完全数，和為本身的其中一組因數為41、 82、 246、 369。
- 不尋常數，大於平方根的質因數為41。
- 十进制的奢侈數。

739
- 第131個質數。

740
- 合数，正因數有1、2、4、5、10、20、37、74、148、185、370和740。
質因數分解，{\displaystyle 2^{2}\times 5\times 37}。
- 过剩数，真因數和為856，盈度為116
  - 半完全数，和為本身的其中一組因數為1、 2、 4、 10、 20、 148、 185、 370。
- 不尋常數，大於平方根的質因數為37。
- 十进制的奢侈數。

741
- 合数，正因數有1、3、13、19、39、57、247和741。
質因數分解，{\displaystyle 3\times 13\times 19}。
- 亏数，真因數和為379，虧度為362
- 无平方数因数的数。
  - 楔形数。
- 十进制的奢侈數。

742
- 合数，正因數有1、2、7、14、53、106、371和742。
質因數分解，{\displaystyle 2\times 7\times 53}。
- 亏数，真因數和為554，虧度為188
- 不尋常數，大於平方根的質因數為53。
- 无平方数因数的数。
  - 楔形数。
- 十进制的奢侈數。

743
- 第132個質數。

744
- 合数，正因數有1、2、3、4、6、8、12、24、31、62、93、124、186、248、372和744。
質因數分解，{\displaystyle 2^{3}\times 3\times 31}。
- 过剩数，真因數和為1176，盈度為432
  - 半完全数，和為本身的其中一組因數為2、 3、 6、 8、 12、 62、 93、 124、 186、 248。
- 不尋常數，大於平方根的質因數為31。
- 十进制的奢侈數。

745
- 合数，正因數有1、5、149和745。
質因數分解，{\displaystyle 5\times 149}。
- 亏数，真因數和為155，虧度為590
- 不尋常數，大於平方根的質因數為149。
- 半素数。
- 无平方数因数的数。
- 十进制的奢侈數。

746
- 合数，正因數有1、2、373和746。
質因數分解，{\displaystyle 2\times 373}。
- 亏数，真因數和為376，虧度為370
- 不尋常數，大於平方根的質因數為373。
- 半素数。
- 无平方数因数的数。
- 十进制的奢侈數。

747
- 合数，正因數有1、3、9、83、249和747。
質因數分解，{\displaystyle 3^{2}\times 83}。
- 亏数，真因數和為345，虧度為402
- 不尋常數，大於平方根的質因數為83。
- 十进制的奢侈數。

748
- 合数，正因數有1、2、4、11、17、22、34、44、68、187、374和748。
質因數分解，{\displaystyle 2^{2}\times 11\times 17}。
- 过剩数，真因數和為764，盈度為16
  - 半完全数，和為本身的其中一組因數為2、 17、 22、 34、 44、 68、 187、 374。
- 十进制的奢侈數。

749
- 合数，正因數有1、7、107和749。
質因數分解，{\displaystyle 7\times 107}。
- 亏数，真因數和為115，虧度為634
- 不尋常數，大於平方根的質因數為107。
- 半素数。
- 无平方数因数的数。
- 十进制的奢侈數。

750
- 合数，正因數有1、2、3、5、6、10、15、25、30、50、75、125、150、250、375和750。
質因數分解，{\displaystyle 2\times 3\times 5^{3}}。
- 过剩数，真因數和為1122，盈度為372
  - 半完全数，和為本身的其中一組因數為1、 3、 5、 6、 10、 25、 50、 125、 150、 375。
- 十进制的奢侈數。

751
- 第133個質數。

752
- 合数，正因數有1、2、4、8、16、47、94、188、376和752。
質因數分解，{\displaystyle 2^{4}\times 47}。
- 亏数，真因數和為736，虧度為16
- 不尋常數，大於平方根的質因數為47。
- 十进制的奢侈數。

753
- 合数，正因數有1、3、251和753。
質因數分解，{\displaystyle 3\times 251}。
- 亏数，真因數和為255，虧度為498
- 不尋常數，大於平方根的質因數為251。
- 半素数。
- 无平方数因数的数。
- 十进制的奢侈數。

754
- 合数，正因數有1、2、13、26、29、58、377和754。
質因數分解，{\displaystyle 2\times 13\times 29}。
- 亏数，真因數和為506，虧度為248
- 不尋常數，大於平方根的質因數為29。
- 无平方数因数的数。
  - 楔形数。
- 十进制的奢侈數。

755
- 合数，正因數有1、5、151和755。
質因數分解，{\displaystyle 5\times 151}。
- 亏数，真因數和為157，虧度為598
- 不尋常數，大於平方根的質因數為151。
- 半素数。
- 无平方数因数的数。
- 十进制的奢侈數。

756
- 合数，正因數有1、2、3、4、6、7、9、12、14、18、21、27、28、36、42、54、63、84、108、126、189、252、378和756。
質因數分解，{\displaystyle 2^{2}\times 3^{3}\times 7}。
- 过剩数，真因數和為1484，盈度為728
- 普洛尼克数，為27與28的乘積。
- 十进制的奢侈數。

757
- 第134個質數。

758
- 合数，正因數有1、2、379和758。
質因數分解，{\displaystyle 2\times 379}。
- 亏数，真因數和為382，虧度為376
- 不尋常數，大於平方根的質因數為379。
- 半素数。
- 无平方数因数的数。
- 十进制的奢侈數。

759
- 合数，正因數有1、3、11、23、33、69、253和759。
質因數分解，{\displaystyle 3\times 11\times 23}。
- 亏数，真因數和為393，虧度為366
- 无平方数因数的数。
  - 楔形数。
- 十进制的奢侈數。

760
- 合数，正因數有1、2、4、5、8、10、19、20、38、40、76、95、152、190、380和760。
質因數分解，{\displaystyle 2^{3}\times 5\times 19}。
- 过剩数，真因數和為1040，盈度為280
  - 半完全数，和為本身的其中一組因數為1、 2、 5、 8、 19、 20、 38、 40、 95、 152、 380。
- 十进制的奢侈數。

761
- 第135個質數。

762
- 合数，正因數有1、2、3、6、127、254、381和762。
質因數分解，{\displaystyle 2\times 3\times 127}。
- 过剩数，真因數和為774，盈度為12
  - 半完全数，和為本身的其中一組因數為127、 254、 381。
- 不尋常數，大於平方根的質因數為127。
- 佩服數，佩服因數為6。
- 无平方数因数的数。
  - 楔形数。
- 十进制的奢侈數。

763
- 合数，正因數有1、7、109和763。
質因數分解，{\displaystyle 7\times 109}。
- 亏数，真因數和為117，虧度為646
- 不尋常數，大於平方根的質因數為109。
- 半素数。
- 无平方数因数的数。
- 十进制的奢侈數。

764
- 合数，正因數有1、2、4、191、382和764。
質因數分解，{\displaystyle 2^{2}\times 191}。
- 亏数，真因數和為580，虧度為184
- 不尋常數，大於平方根的質因數為191。
- 十进制的奢侈數。

765
- 合数，正因數有1、3、5、9、15、17、45、51、85、153、255和765。
質因數分解，{\displaystyle 3^{2}\times 5\times 17}。
- 亏数，真因數和為639，虧度為126
- 十进制的奢侈數。

766
- 合数，正因數有1、2、383和766。
質因數分解，{\displaystyle 2\times 383}。
- 亏数，真因數和為386，虧度為380
- 不尋常數，大於平方根的質因數為383。
- 半素数。
- 无平方数因数的数。
- 十进制的奢侈數。

767
- 合数，正因數有1、13、59和767。
質因數分解，{\displaystyle 13\times 59}。
- 亏数，真因數和為73，虧度為694
- 不尋常數，大於平方根的質因數為59。
- 半素数。
- 无平方数因数的数。
- 十进制的奢侈數。

768
- 合数，正因數有1、2、3、4、6、8、12、16、24、32、48、64、96、128、192、256、384和768。
質因數分解，{\displaystyle 2^{8}\times 3}。
- 过剩数，真因數和為1276，盈度為508
- 十进制的等數位數。

769
- 第136個質數。

770
- 合数，正因數有1、2、5、7、10、11、14、22、35、55、70、77、110、154、385和770。
質因數分解，{\displaystyle 2\times 5\times 7\times 11}。
- 过剩数，真因數和為958，盈度為188
  - 半完全数，和為本身的其中一組因數為2、 5、 7、 10、 11、 14、 22、 35、 55、 70、 154、 385。
- 无平方数因数的数。
- 十进制的奢侈數。

771
- 合数，正因數有1、3、257和771。
質因數分解，{\displaystyle 3\times 257}。
- 亏数，真因數和為261，虧度為510
- 不尋常數，大於平方根的質因數為257。
- 半素数。
- 无平方数因数的数。
- 十进制的奢侈數。

772
- 合数，正因數有1、2、4、193、386和772。
質因數分解，{\displaystyle 2^{2}\times 193}。
- 亏数，真因數和為586，虧度為186
- 不尋常數，大於平方根的質因數為193。
- 十进制的奢侈數。

773
- 第137個質數。

774
- 合数，正因數有1、2、3、6、9、18、43、86、129、258、387和774。
質因數分解，{\displaystyle 2\times 3^{2}\times 43}。
- 过剩数，真因數和為942，盈度為168
  - 半完全数，和為本身的其中一組因數為43、 86、 258、 387。
- 不尋常數，大於平方根的質因數為43。
- 十进制的奢侈數。

775
- 合数，正因數有1、5、25、31、155和775。
質因數分解，{\displaystyle 5^{2}\times 31}。
- 亏数，真因數和為217，虧度為558
- 不尋常數，大於平方根的質因數為31。
- 十进制的奢侈數。

776
- 合数，正因數有1、2、4、8、97、194、388和776。
質因數分解，{\displaystyle 2^{3}\times 97}。
- 亏数，真因數和為694，虧度為82
- 不尋常數，大於平方根的質因數為97。
- 十进制的奢侈數。

777
- 合数，正因數有1、3、7、21、37、111、259和777。
質因數分解，{\displaystyle 3\times 7\times 37}。
- 亏数，真因數和為439，虧度為338
- 不尋常數，大於平方根的質因數為37。
- 无平方数因数的数。
  - 楔形数。
- 十进制的奢侈數。

778
- 合数，正因數有1、2、389和778。
質因數分解，{\displaystyle 2\times 389}。
- 亏数，真因數和為392，虧度為386
- 不尋常數，大於平方根的質因數為389。
- 半素数。
- 无平方数因数的数。
- 十进制的奢侈數。

779
- 合数，正因數有1、19、41和779。
質因數分解，{\displaystyle 19\times 41}。
- 亏数，真因數和為61，虧度為718
- 不尋常數，大於平方根的質因數為41。
- 半素数。
- 无平方数因数的数。
- 十进制的奢侈數。

780
- 合数，正因數有1、2、3、4、5、6、10、12、13、15、20、26、30、39、52、60、65、78、130、156、195、260、390和780。
質因數分解，{\displaystyle 2^{2}\times 3\times 5\times 13}。
- 过剩数，真因數和為1572，盈度為792
- 十进制的奢侈數。

781
- 合数，正因數有1、11、71和781。
質因數分解，{\displaystyle 11\times 71}。
- 亏数，真因數和為83，虧度為698
- 不尋常數，大於平方根的質因數為71。
- 半素数。
- 无平方数因数的数。
- 十进制的奢侈數。

782
- 合数，正因數有1、2、17、23、34、46、391和782。
質因數分解，{\displaystyle 2\times 17\times 23}。
- 亏数，真因數和為514，虧度為268
- 无平方数因数的数。
  - 楔形数。
- 十进制的奢侈數。

783
- 合数，正因數有1、3、9、27、29、87、261和783。
質因數分解，{\displaystyle 3^{3}\times 29}。
- 亏数，真因數和為417，虧度為366
- 不尋常數，大於平方根的質因數為29。
- 十进制的奢侈數。

784
- 合数，正因數有1、2、4、7、8、14、16、28、49、56、98、112、196、392和784。
質因數分解，{\displaystyle 2^{4}\times 7^{2}}。
- 过剩数，真因數和為983，盈度為199
  - 半完全数，和為本身的其中一組因數為4、 7、 8、 14、 16、 28、 49、 56、 98、 112、 392。
- 平方数，為28的平方。
- 十进制的奢侈數。

785
- 合数，正因數有1、5、157和785。
質因數分解，{\displaystyle 5\times 157}。
- 亏数，真因數和為163，虧度為622
- 不尋常數，大於平方根的質因數為157。
- 半素数。
- 无平方数因数的数。
- 十进制的奢侈數。

786
- 合数，正因數有1、2、3、6、131、262、393和786。
質因數分解，{\displaystyle 2\times 3\times 131}。
- 过剩数，真因數和為798，盈度為12
  - 半完全数，和為本身的其中一組因數為131、 262、 393。
- 不尋常數，大於平方根的質因數為131。
- 佩服數，佩服因數為6。
- 无平方数因数的数。
  - 楔形数。
- 十进制的奢侈數。

787
- 第138個質數。

788
- 合数，正因數有1、2、4、197、394和788。
質因數分解，{\displaystyle 2^{2}\times 197}。
- 亏数，真因數和為598，虧度為190
- 不尋常數，大於平方根的質因數為197。
- 十进制的奢侈數。

789
- 合数，正因數有1、3、263和789。
質因數分解，{\displaystyle 3\times 263}。
- 亏数，真因數和為267，虧度為522
- 不尋常數，大於平方根的質因數為263。
- 半素数。
- 无平方数因数的数。
- 十进制的奢侈數。

790
- 合数，正因數有1、2、5、10、79、158、395和790。
質因數分解，{\displaystyle 2\times 5\times 79}。
- 亏数，真因數和為650，虧度為140
- 不尋常數，大於平方根的質因數為79。
- 无平方数因数的数。
  - 楔形数。
- 十进制的奢侈數。

791
- 合数，正因數有1、7、113和791。
質因數分解，{\displaystyle 7\times 113}。
- 亏数，真因數和為121，虧度為670
- 不尋常數，大於平方根的質因數為113。
- 半素数。
- 无平方数因数的数。
- 十进制的奢侈數。

792
- 合数，正因數有1、2、3、4、6、8、9、11、12、18、22、24、33、36、44、66、72、88、99、132、198、264、396和792。
質因數分解，{\displaystyle 2^{3}\times 3^{2}\times 11}。
- 过剩数，真因數和為1548，盈度為756
- 十进制的奢侈數。

793
- 合数，正因數有1、13、61和793。
質因數分解，{\displaystyle 13\times 61}。
- 亏数，真因數和為75，虧度為718
- 不尋常數，大於平方根的質因數為61。
- 半素数。
- 无平方数因数的数。
- 十进制的奢侈數。

794
- 合数，正因數有1、2、397和794。
質因數分解，{\displaystyle 2\times 397}。
- 亏数，真因數和為400，虧度為394
- 不尋常數，大於平方根的質因數為397。
- 半素数。
- 无平方数因数的数。
- 十进制的奢侈數。

795
- 合数，正因數有1、3、5、15、53、159、265和795。
質因數分解，{\displaystyle 3\times 5\times 53}。
- 亏数，真因數和為501，虧度為294
- 不尋常數，大於平方根的質因數為53。
- 无平方数因数的数。
  - 楔形数。
- 十进制的奢侈數。

796
- 合数，正因數有1、2、4、199、398和796。
質因數分解，{\displaystyle 2^{2}\times 199}。
- 亏数，真因數和為604，虧度為192
- 不尋常數，大於平方根的質因數為199。
- 十进制的奢侈數。

797
- 第139個質數。
- 797是循環單位111......111（連續199個1，其中199是質數）的最小的質因數。[1]

798
- 合数，正因數有1、2、3、6、7、14、19、21、38、42、57、114、133、266、399和798。
質因數分解，{\displaystyle 2\times 3\times 7\times 19}。
- 过剩数，真因數和為1122，盈度為324
  - 半完全数，和為本身的其中一組因數為2、 3、 6、 7、 14、 19、 21、 38、 42、 114、 133、 399。
- 无平方数因数的数。
- 十进制的奢侈數。

799
- 合数，正因數有1、17、47和799。
質因數分解，{\displaystyle 17\times 47}。
- 亏数，真因數和為65，虧度為734
- 不尋常數，大於平方根的質因數為47。
- 半素数。
- 无平方数因数的数。
- 十进制的奢侈數。